# Negueira de Muñiz
Negueira de Muñiz là một đô thị thuộc tỉnh Lugo trong vùng Galicia, phía bắc Tây Ban Nha. Đô thị này có diện tích là 72,26 ki-lô-mét vuông, dân số năm 2009 là 210 người với mật độ 29,1 người/km². Đô thị này có cự ly km so với Tarragona.